# Denise Crosby
Denise Michelle Crosby (nascuda el 24 de novembre de 1957) és una actriu i model nord-americana coneguda per interpretar la cap de seguretat Tasha Yar  principalment a la primera temporada de Star Trek: La nova generació, i la filla de Yar, la meitat Romulana Comandant Sela, en temporades posteriors. També és coneguda pels seus nombrosos papers en cinema i televisió, i per protagonitzar i produir la pel·lícula Trekkies.

## Primers anys
L'avi patern de Crosby era Bing Crosby.
Crosby es va graduar el 1975 a la Hollywood High School, seguida de la Cabrillo College, on va estudiar teatre. Va abandonar la universitat després de ser entrevistada per un diari local i va revelar el seu famós origen familiar: "Un dels professors de teatre va utilitzar la història per il·lustrar a la classe que aquesta merda és del que tracta Hollywood, utilitzant els noms de la gent per arribar a algun lloc. Em va fer molt, moltíssim mal. Així que vaig comprovar-ho". Va començar a fer model i, l'any 1979, va posar nua per al número de març de la revista Playboy, a la qual va anomenar "una mena de rebel·lió per part meva, una manera de cridar a la imatge familiar".

## Carrera
L'elecció de la carrera de Crosby es va consolidar a una edat primerenca i va ser influenciada pel seu avi Bing Crosby i el seu pare Dennis Crosby. El primer paper destacat de Crosby va ser com Lisa Davis a la telenovel·la ''Days of Our Lives. Ha aparegut com la doctora Gretchen Kelly en tres episodis de Lois & Clark: The New Adventures of Superman, i com a xèriff a l’episodi "No Man's Land" de The Adventures of Brisco County, Jr. .
A principis de la dècada de 1990, va fer el paper de l'alcaldessa a la sèrie de curta durada Key West. També va aparèixer en dos episodis de la sèrie de televisió per cable Red Shoe Diaries, interpretant un personatge diferent en cada episodi. Crosby va tenir un petit paper recurrent al drama d'Aaron Spelling, Models Inc, un spin-off de Melrose Place. Va ser una estrella convidada a la vuitena temporada de The X-Files durant dos episodis, en què interpreta a una metge que va examinar el nadó de l'agent Scully. El 1991, va ser una estrella convidada a "The Deadly Nightshade", un episodi de la primera temporada de The Flash com la Dra. Rebecca Frost.
El 2001, Crosby va aparèixer en dos episodis de NYPD Blue com l'abrasiva tinent Susan Dalto. El 2006, va ser estrella convidada a "Popping Cherry", el tercer episodi de la primera temporada de Dexter, que apareix a través de salt enrere com a primera víctima de Dexter Morgan. Crosby va tenir un paper recurrent a Southland com a dona del detectiu Dan "Sal" Salinger.
Una de les seves primeres aparicions al cinema va ser a la pel·lícula de Nick Nolte/Eddie Murphy de 1982 Límit: 48 hores, seguida d'un petit paper a la pel·lícula de 1982 Darrere la pista de la Pantera Rosa, que va repetir a la seqüela La maledicció de la Pantera Rosa. El 1985, Crosby va aparèixer als vídeos musicals de la cançó de Chris Isaak "Dancin'" i la cançó de Michael McDonald "No Lookin' Back". El 1986, va aparèixer al vídeo musical de la cançó de Black Sabbath "No Stranger to Love". El mateix any, va interpretar a una enginyera de robòtica, Nora Hunter, a la pel·lícula de ciència-ficció Eliminators. Va protagonitzar Pet Sematary de Stephen King, va interpretar el paper principal a Dolly Dearest el 1991 i també va aparèixer a Deep Impact i Jackie Brown de Quentin Tarantino. Els seus altres papers cinematogràfics van incloure la pel·lícula de terror de 2002 Legend of the Phantom Rider i la pel·lícula de terror de Tobe Hooper de 2005 Mortuary.

### Star Trek

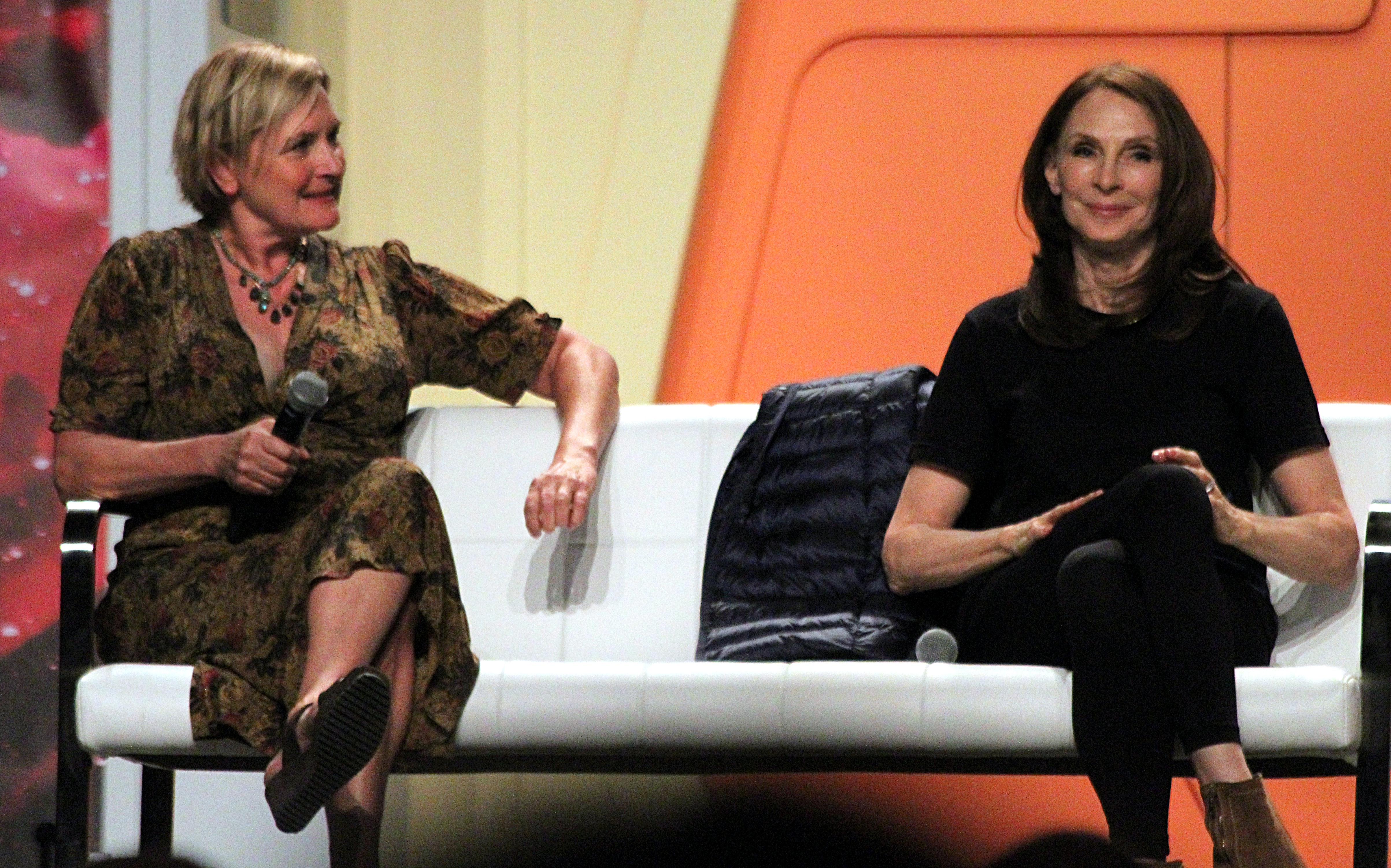
Crosby amb el coprotagonista a Star Trek Gates McFadden el 2017

El 1987, Crosby va ser elegida per interpretar el paper de Tasha Yar per al tan publicitat retorn de Star Trek a la televisió de la sèrie Star Trek: La nova generació. Havia estat escollida per interpretar a la consellera Deanna Troi abans que Gene Roddenberry canviés els papers que Marina Sirtis i ella els havien donat originalment. Inicialment un dels personatges més destacats en episodis com "Moment indefens" i "Codi d'honor", el paper de Tasha va passar a un segon pla a mesura que altres membres del repartiment van assolir una importància més gran de la sèrie. Crosby es va desil·lusionar amb el seu paper a causa del seu estat de "com Uhura": "Estava lluitant per no poder fer gaire amb el personatge. Tenia totes aquestes idees i no les podia dur a terme. Només vestir-me a l'escenari." Finalment, Crosby va decidir abandonar el programa. El seu personatge va ser assassinat per la criatura alienígena Armus durant l'episodi "Pell de diable". Havia aparegut en 22 episodis quan va marxar.
En anys posteriors, Crosby es va apropar a l'equip de producció de TNG amb la idea de repetir el seu paper de Tasha Yar. Això va ser a l’episodi de la tercera temporada "L'Enterprise del passat", en què es crea una línia de temps alternativa després de l'USS Enterprise-C, el predecessor de l'USS Enterprise-D de TNG, arriba 22 anys en el temps, just abans de ser destruït. Yar es va unir a Enterprise-C abans de tornar al seu propi moment per restaurar la línia de temps original. Durant el documental Trekkies, Crosby va comentar que el seu personatge Tasha Yar havia de morir per aconseguir "el millor episodi".
Crosby també va ser protagonista convidada en diversos altres episodis de TNG, com ara "Redempció" i "Unificació Com a comandant romulà Sela, la filla meitat humana i meitat romulana de Tasha Yar, que havia estat feta presonera en el passat mentre estava a bord de l'Enterprise. -C. Més tard, Crosby va repetir el paper al videojoc Star Trek: Armada i, de nou, al final de la sèrie, "Totes les coses bones ...", en el qual el Capità Picard es mou d'anada i tornada a través del temps, i es troba amb la Tasha durant els esdeveniments just abans de l'episodi pilot.

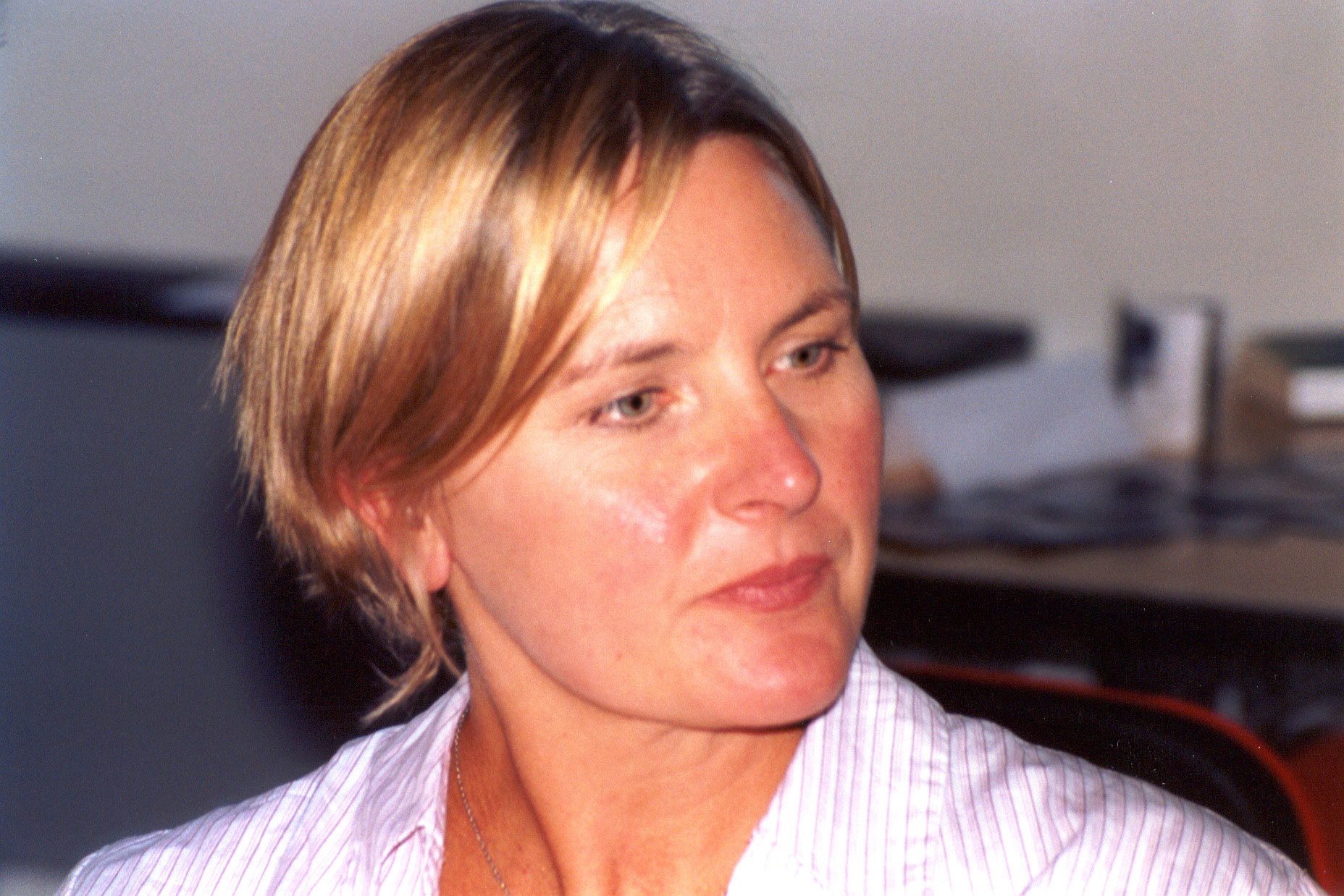
Crosby el 2003

Crosby va coproduir i narrar el documental de 1997 Trekkies, seguit de la seqüela de 2003 Trekkies 2. Ambdues pel·lícules són protagonitzades per Crosby, que realitza entrevistes amb devots de Star Trek, més conegut com "Trekkies". El 2017 s'informa que estava treballant en una seqüela anomenada Trekkies 3.
Juntament amb altres actors de Star Trek, també ha aparegut a l'episodi "Blood and Fire" de la sèrie produïda per fans Star Trek: New Voyages", interpretant a la doctora Jenna Yar (àvia de Tasha Yar).
El 2013, Crosby va donar veu als personatges de Tasha Yar i Sela al MMORPG de Cryptic Studios Star Trek Online. Crosby es va convertir en el primer d'una nova onada de diversos antics alumnes de Star Trek a tornar als papers que van originar des de la participació de Leonard Nimoy al llançament del joc el 2010.

### Treball posterior aStar Trek
Al gener i febrer de 2010, Crosby va actuar al costat de Gale Harold i l'ex-model Claudia Mason a Orpheus Descending de Tennessee Williams al Theatre de Los Angeles. La producció i el repartiment van rebre crítiques majoritàriament positives al Los Angeles Times, que deia: "Harold, el repartiment ideal, s'encén molt bé amb Crosby, la interpretació no convencional del qual és una revelació impactant."
Crosby té un paper recurrent a la sèrie de 2013 de Showtime Ray Donovan. El 2014, va aparèixer en tres episodis de la sèrie d’AMC  The Walking Dead com a Mary, membre d'un grup de caníbals. El personatge apareix per primera vegada al penúltim episodi de la temporada quatre, "Us", i va fer la seva última aparició a l'estrena de la cinquena temporada, "No Sanctuary".
Crosby també va interpretar el paper de la vídua Margie Curtis a la sèrie de televisió Bones, temporada tres, episodi quatre, "The Secret in the Soil". Va interpretar el paper de la mestre especial Faye Richardson al drama legal Suits a la seva última temporada.

## Vida personal
Crosby va estar casada amb Geoffrey Edwards, fill del director Blake Edwards, de 1983 a 1990. Va aparèixer en diverses pel·lícules del seu antic sogre, incloses 10, la dona perfecta, Skin Deep, Darrere la pista de la Pantera Rosa i La maledicció de la Pantera Rosa. Crosby es va casar amb Ken Sylk el 1995 i tenen un fill, August (Augie), nascut el 1998.

## Filmografia

### Cinema
| Any  | Títol                                | Paper                    | Notes                               |
| ---- | ------------------------------------ | ------------------------ | ----------------------------------- |
| 1979 | 10, la dona perfecta                 | Convidada a la festa     | No acreditada                       |
| 1982 | Darrere la pista de la Pantera Rosa  | Denise, Bruno's Moll     |                                     |
| 1982 | Límit: 48 hores                      | Sally                    |                                     |
| 1983 | La maledicció de la Pantera Rosa     | Denise                   |                                     |
| 1983 | The Man Who Loved Women              | Enid                     |                                     |
| 1985 | Desert Hearts                        | Pat                      |                                     |
| 1986 | Eliminators                          | Nora Hunter              |                                     |
| 1988 | Greasy Lake                          | Bad Girl #2              | Direct-to-video                     |
| 1988 | Arizona Heat                         | Jill Andrews             |                                     |
| 1988 | Amenaça nuclear                      | Landa                    |                                     |
| 1989 | Skin Deep                            | Angie                    |                                     |
| 1989 | Pet Sematary                         | Rachel Creed             |                                     |
| 1989 | Tennessee Waltz                      | Sally Lomas              |                                     |
| 1991 | High Strung                          | Melanie                  |                                     |
| 1991 | Dolly Dearest                        | Marilyn Wade             |                                     |
| 1993 | Mafia Docks/Desperate Crimes         | Bella Blu                | Títol italià: Il ritmo del silenzio |
| 1995 | Mutant Species                       | Carol-Anne               |                                     |
| 1994 | Max                                  | Jayne Blake              |                                     |
| 1994 | Relative Fear                        | Connie Madison           |                                     |
| 1995 | Dream Man                            | Barbara                  | Direct-to-video                     |
| 1997 | Executive Power                      | Christine Rolands        | Direct-to-video                     |
| 1997 | Jackie Brown                         | Public Defender          | Sense acreditar                     |
| 1998 | Deep Impact                          | Vicky Hotchner           |                                     |
| 1998 | Divorce: A Contemporary Western      | Kay                      |                                     |
| 2002 | Legend of the Phantom Rider          | Sarah Jenkins            |                                     |
| 2003 | The Bus Stops Here                   | Chatty Woman at Bus Stop | Curtmetratge                        |
| 2005 | Mortuary                             | Leslie Doyle             |                                     |
| 2007 | Ripple Effect                        | Esposa de Ronald         | Sense acreditar                     |
| 2007 | Born                                 | Catherine                |                                     |
| 2012 | Birth Mother                         | Detective Johnson        | Curtmetratge                        |
| 2013 | The Exterminator                     | Linda                    |                                     |
| 2015 | Dark Intentions aka Don't Wake Mummy | Mare de Beth             |                                     |
| 2019 | Itsy Bitsy                           | Sheriff Jane             |                                     |

### Televisió
| Any                   | Títol                                             | Paper                                         | Notes                                                                            |
| --------------------- | ------------------------------------------------- | --------------------------------------------- | -------------------------------------------------------------------------------- |
| 1980                  | Days of Our Lives                                 | Lisa Davis                                    | 3 episodis                                                                       |
| 1983                  | Cocaine: One Man's Seduction                      | Teller                                        | Telefilm                                                                         |
| 1985                  | My Wicked, Wicked Ways: The Legend of Errol Flynn | Diana Dyrenforth                              | Telefilm                                                                         |
| 1985                  | Stark                                             | Kim Parker                                    | Telefilm                                                                         |
| 1985                  | Malice in Wonderland                              | Carole Lombard                                | Telefilm                                                                         |
| 1986                  | The Family Martinez                               | Rachael McCann                                | Telefilm                                                                         |
| 1986                  | L.A. Law                                          | Joan Turtletaub                               | Episodi: "Gibbon Take"                                                           |
| 1987                  | Ohara                                             | Rachel Winters                                | Episodi: "Laura"                                                                 |
| 1987–1988; 1990; 1994 | Star Trek: La nova generació                      | Tinent Tasha Yar                              | 26 episodis                                                                      |
| 1991                  | Star Trek: La nova generació                      | Sela                                          | 3 episodis + 1 episodi només veu                                                 |
| 1989                  | Mancuso, F.B.I.                                   | Toni Simmons                                  | Episodi: "I Cover the Waterfront"                                                |
| 1991                  | WIOU                                              | Unknown role                                  | Episodi: "Labored Relations"                                                     |
| 1991                  | Hunter                                            | Pam Sutton                                    | Episodi: "All That Glitters"                                                     |
| 1991                  | The Flash                                         | Dr. Rebecca Frost                             | Episodi: "The Deadly Nightshade"                                                 |
| 1991                  | Dark Justice                                      | Christina Forbes                              | Episodi: "Forbes for the Defense"                                                |
| 1992                  | Jack's Place                                      | Lindsay                                       | Episodi: "Everything Old is New Again"                                           |
| 1992–1994             | Red Shoe Diaries                                  | Officer Lynn "Mona" McCabe / The Psychiatrist | Episodis: "You Have The Right to Remain Silent", "The Psychiatrist"              |
| 1993                  | Civil Wars                                        | Gwen Leary                                    | Episodi: "Captain Kangaroo Court"                                                |
| 1993                  | Key West                                          | Chaucy Caldwell                               | 13 episodis                                                                      |
| 1993                  | Johnny Bago                                       | Dr. Candace David                             | Episodi: "Hail the Conquering Marrow"                                            |
| 1993                  | The Adventures of Brisco County, Jr.              | Sheriff Jenny Taylor                          | Episodi: "No Man's Land"                                                         |
| 1994                  | Models Inc.                                       | Ursula Edwards                                | Episodi: "Good Girls Finish Last"                                                |
| 1994–1995             | Lois & Clark: The New Adventures of Superman      | Dr. Gretchen Kelly                            | 3 episodis                                                                       |
| 1995–1996             | Diagnosis: Murder                                 | Didi Harris / Cynthia Holling                 | 3 episodis                                                                       |
| 1996                  | Dr. Quinn, Medicine Woman                         | Isabelle Maynard                              | Episodi: "Fear Itself"                                                           |
| 1997                  | Baywatch                                          | Emily Morgan                                  | Episodi: "Rendezvous"                                                            |
| 1998                  | Spy Game                                          | Chrysalis                                     | Episodi: "Go, Girl"                                                              |
| 1998                  | Pumpkin Man                                       | Laurel Hollway                                | Curtmetratge de televisió                                                        |
| 1998                  | Chance of a Lifetime                              | Katie                                         | Telefilm                                                                         |
| 1999                  | The Rockford Files: If It Bleeds... It Leads      | Mrs. Muller                                   | Telefilm                                                                         |
| 2000                  | Snoops                                            | Evelyn Houtch                                 | Episodi: "The Stolen Diskette"                                                   |
| 2000                  | Family Law                                        | Doris Collins                                 | Episodi: "For Love"                                                              |
| 2001                  | The Drew Carey Show                               | Officer Hayes                                 | Episodi: "The Warsaw Closes"                                                     |
| 2001                  | NYPD Blue                                         | Tinent Susan Dalto                            | Episodis: "Thumb Enchanted Evening", "Flight of Fancy"                           |
| 2001                  | The X-Files                                       | Dr. Mary Speake                               | Episodis: "Empedocles", "Essence"                                                |
| 2001                  | Judging Amy                                       | Mrs. Nasretian                                | Episodi: "Look Closer"                                                           |
| 2002                  | JAG                                               | Mrs. Dietz                                    | Episodi: "Capital Crime"                                                         |
| 2002                  | The Division                                      | Alison Tisdale                                | Episodi: "This Thing Called Love"                                                |
| 2002                  | The Agency                                        | Detective Reidy                               | Episodi: "Sleeping Dogs Lie"                                                     |
| 2003                  | Threat Matrix                                     | Gillian Sadler                                | Episodi: "Cold Cash"                                                             |
| 2004                  | Crossing Jordan                                   | Carla Moran                                   | Episodi: "Fire from the Sky"                                                     |
| 2005                  | Eyes                                              | Justine Canning                               | Episodi: "Shots"                                                                 |
| 2006                  | Dexter                                            | Nurse Mary                                    | Episodi: "Popping Cherry"                                                        |
| 2007                  | Bones                                             | Margie Curtis                                 | Episodi: "The Secret in the Soil"                                                |
| 2008                  | Mad Men                                           | Gertie                                        | Episodis: "For Those Who Think Young", "The Benefactor"                          |
| 2008                  | Prison Break                                      | Doctor                                        | Episodi: "Going Under"                                                           |
| 2009                  | Star Trek: New Voyages                            | Dr. Jenna Yar                                 | Episodi: "Blood and Fire: Part 2"                                                |
| 2009                  | Family Guy                                        | Ella mateixa (veu)                            | Episodi: "Not All Dogs Go to Heaven"                                             |
| 2009–2010             | Southland                                         | Susan Salinger                                | 3 episodis                                                                       |
| 2011                  | Law & Order: LA                                   | Diana Burt                                    | Episodi: "Big Rock Mesa"                                                         |
| 2013                  | Invasion Roswell                                  | Linda                                         | Telefilm                                                                         |
| 2013–2017             | Ray Donovan                                       | Deb                                           | 15 episodis                                                                      |
| 2014                  | The Walking Dead                                  | Mary                                          | (Temporades 4–5) 3 episodis                                                      |
| 2015                  | Scandal                                           | Janet Holland                                 | Episodi: "Even the Devil Deserves a Second Chance"                               |
| 2016                  | The Magicians                                     | Genji                                         | Episodi: "Mendings, Major and Minor"                                             |
| 2016                  | Castle                                            | Dr Marion Baker                               | Episodi: "Death Wish"                                                            |
| 2016                  | The Watcher                                       | Jeanne                                        | Telefilm                                                                         |
| 2019                  | NCIS: Los Angeles                                 | Tisha Long                                    | Episodi: "The One That Got Away", "The Guardian"                                 |
| 2019                  | Suits                                             | Faye Richardson                               | Paper recurrent; temporada 9                                                     |
| 2021                  | Creepshow                                         | Professor Trollenberg                         | Temporada 2, Episodi 4: Pipe Screams/Within The Walls Of Madness                 |
| 2022                  | NCIS                                              | SECNAV Hattie Taylor                          | Temporada 19, Episodi 10: "Pledge of Allegiance"                                 |
| 2022                  | General Hospital                                  | Carolyn Webber                                | Progagonista; 31 octubre–2 de novembre de 2022 &20 de gener-3 de febrer de, 2023 |

### Productora
| Any  | Títol      | Paper                 | Notes |
| ---- | ---------- | --------------------- | ----- |
| 1997 | Trekkies   | Co-productor executiu |       |
| 2004 | Trekkies 2 | productor executiu    |       |

### Videojocs
| Any  | Títol                    | Paper                   | Notes               |
| ---- | ------------------------ | ----------------------- | ------------------- |
| 2000 | Star Trek: Armada        | Sela                    | Veu                 |
| 2010 | Star Trek Online         | Tinent Tasha Yar / Sela | Veu Sense acreditar |
| 2017 | XCOM2: War of the Chosen | Betos                   | Veu                 |